# Planaxis sulcatus
Planaxis sulcatus, tên tiếng Anh: tropical periwinkle, là một loài ốc biển, là động vật thân mềm chân bụng sống ở biển thuộc họ Planaxidae.